# 新疆地质矿产博物馆
新疆地质矿产博物馆（維吾爾語：شىنجاڭ گېئولوگىيە-قېزىلما بايلىقلار مۇزېيى‎）是地方综合性的地质科学博物馆，位于中华人民共和国新疆维吾尔自治区乌鲁木齐市乌鲁木齐经济技术开发区（头屯河区）。博物馆于2004年建成开馆，2024年迁至现址，其前身为新疆地质矿产陈列馆。博物馆设有八个展厅，展出矿物、岩石、化石等各类标本及矿物产品等展品。新疆地质矿产博物馆是直属于新疆维吾尔自治区地质矿产勘查开发局的全额拨款事业单位。
新疆地质矿产博物馆是中华人民共和国优秀全国科普教育基地、国土资源科普基地、国家自然资源科普基地，新疆维吾尔自治区特色博物馆。

## 历史

### 博物馆前身

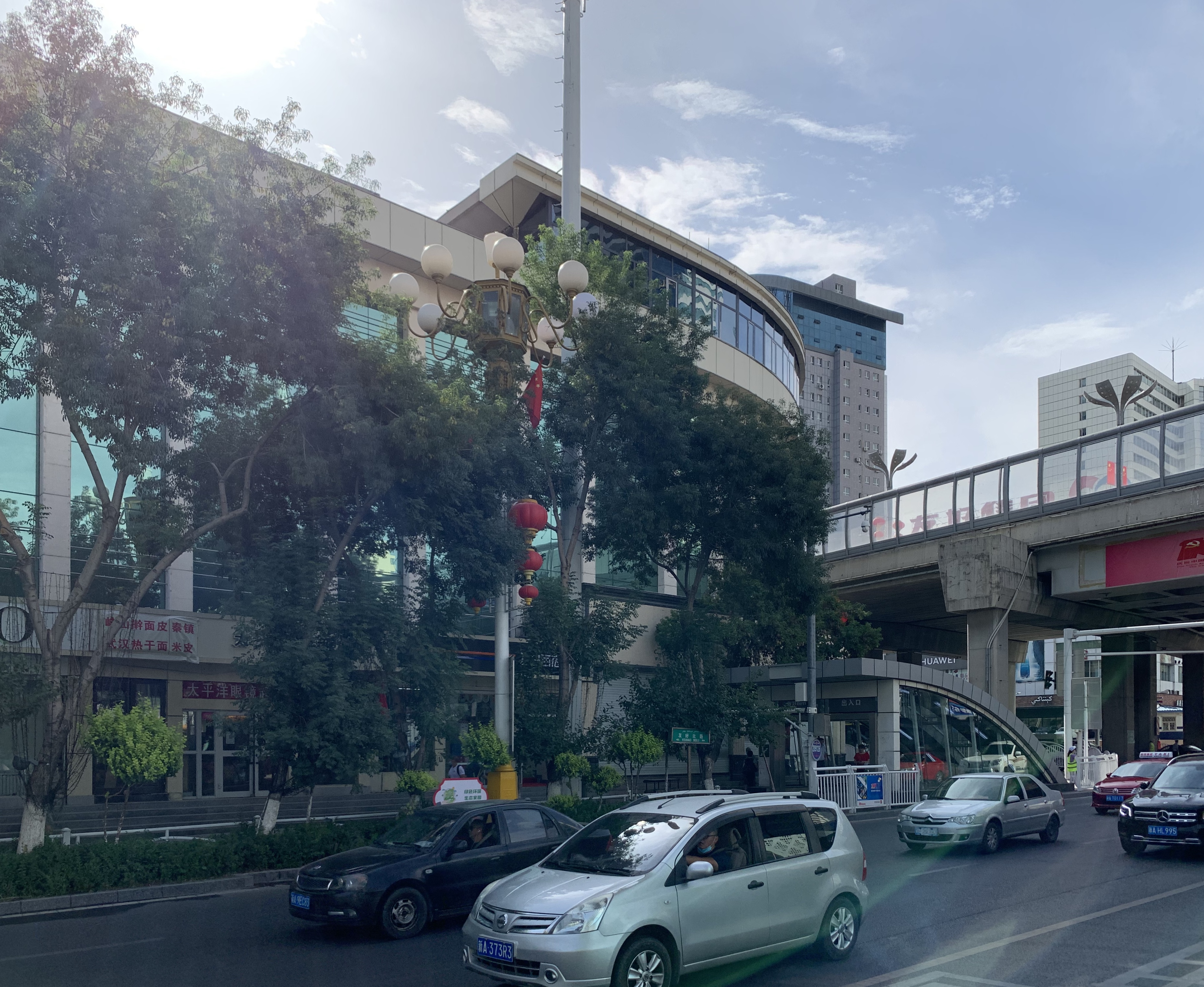
新疆地质矿产陈列馆所在地

新疆地质矿产博物馆最初为地质部西北地质局新疆分局陈列室。陈列室是1956年开始修建的实体标本库，隶属于中华人民共和国地质部西北地质局新疆分局，由分局资料处管理。1964年，地质陈列室被新疆地矿局更名为新疆地质陈列馆。1973年，陈列馆划归新疆地矿局地质科学研究所。
1983年7月，经新疆维吾尔自治区人民政府批准，新疆地质矿产陈列馆正式成立。1984年9月，新疆地质矿产陈列馆正式对外开放。位于乌鲁木齐市沙依巴克区友好北路的新疆地质矿产陈列馆大楼兴建于1982年，该建筑为弧型，空间和门窗较大。建筑面积4300平方米，共四层。新疆地质矿产陈列馆设有四个展厅分别为地学科普矿产资源厅、矿产资源开发利用厅、地学专业厅、机动厅。除了展览，新疆地质矿产陈列厅还出版书籍如《开发矿业、建设新疆》，汉语、维吾尔语、英语三种文字的画册《宝地》，除此之外，新疆地质学会科普委员会挂靠于此，常与陈列馆编辑地学科普宣传读物。

### 博物馆成立

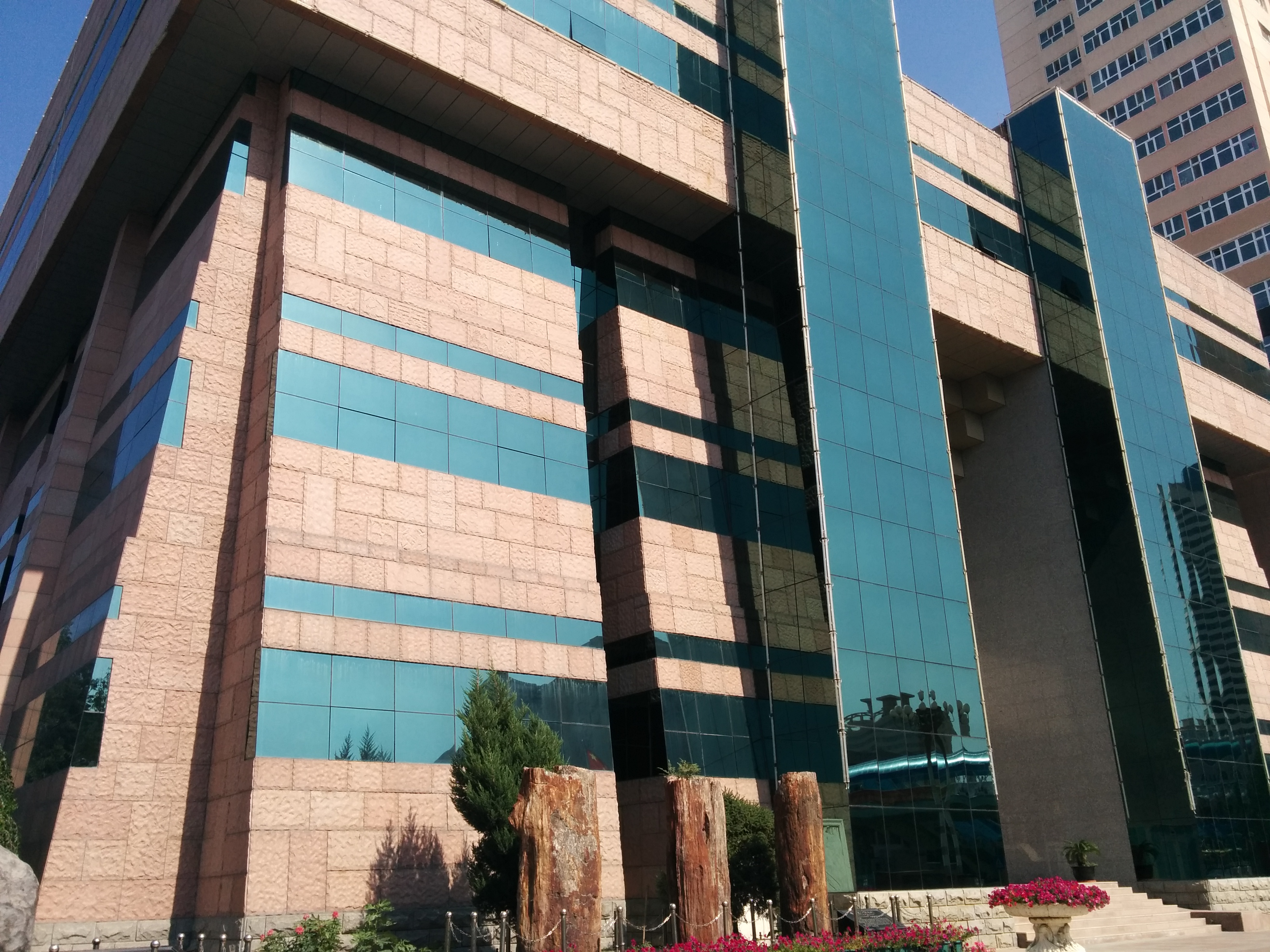
新疆地质矿产博物馆（2004年-2024年）

2000年6月，新疆地质矿产博物馆设计工作提上了日程。2002年9月，由新疆维吾尔自治区人民政府、新疆维吾尔自治区地质局共同投资的疆地质矿产博物馆开建。2004年5月15日，位于乌鲁木齐市沙依巴克区友好北路的新疆地质矿产博物馆正式开馆。
彼时，新疆地质矿产博物馆总建筑面积近7200平方米，共五层。主体建筑外墙以花岗石石板为主。1到3层是覆斗形，上小下大。正面的龛式门洞高三层，则像是山洞。洞口有结晶立方体的蜂窝状装饰，具有依旺的特点。新疆地质矿产博物馆建馆之初有宇宙地区厅、生命演化厅、金属矿产厅、非金属矿产厅等7个展厅。博物馆拥有1700件岩矿、化石标本，500多件矿产品。新疆地质矿产博物馆在2011年、2013年经历两次更新改造。并于2013年4月免费对外开放。
2009年4月，新疆地质矿产博物馆被列入中华人民共和国国土资源科普基地。2017年8月，新疆地质博物馆被评为中华人民共和国2016年度优秀全国科普教育基地。2022年4月，新的新疆地质矿产博物馆被中国科学技术协会列入《2021—2025年第一批全国科普教育基地名单》。同年，新疆地质矿产博物馆被选为首批新疆维吾尔自治区特色博物馆。2023年底，中华人民共和国自然资源部、中华人民共和国科学技术部公布了2023年国家自然资源科普基地，新疆地质矿产博物馆位列其中。

### 新馆的建设
2024年下半年，新疆地质矿产博物馆开始搬迁。2025年1月，历经4个月的升级改造后，位于乌鲁木齐经济技术开发区（头屯河区）的新疆地质矿产博物馆新馆开始试运行。新疆地质矿产博物馆新馆的建筑面积近7300平方米，展厅面积6000平方米。

## 展览展品

### 概述

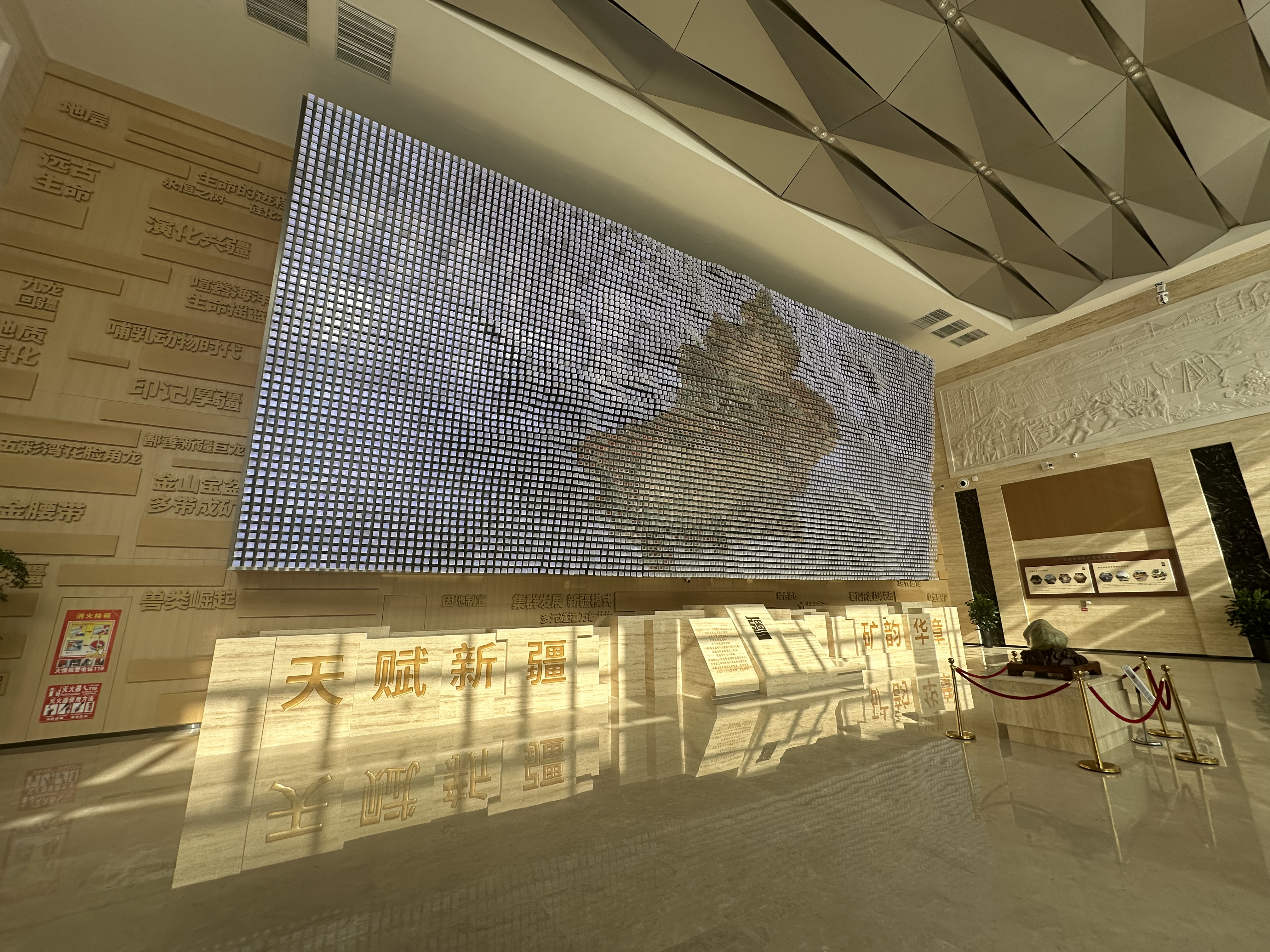
新疆地质矿产博物馆序厅，有1万余颗人造水晶柱组成的艺术装置墙，组成新疆版图的水晶柱内有153种新疆富集的矿物

2025年新疆地质矿产博物馆开馆后，新疆地质矿产博物馆的常设展主题为《天赋新疆矿韵华章》，内容包括地球系统科学、新疆地质地貌的演变、地质遗迹、经济矿产等。博物馆序厅有一面艺术装置墙，由超过1万颗人造水晶柱组成，其中超过4千块的人造水晶柱中浇筑有153种新疆境内富集的矿物，这4千余块人造水晶柱组成新疆三山夹两盆地貌。新疆地质矿产博物馆展厅分为“天地源疆”“演化兴疆”“印记厚疆”“造物富疆”“矿业强疆”“立体瞰疆”等6个主题展厅及“璀璨宝石”“地质之魂”两个专题展厅。其中“天地源疆”展厅介绍的是关于新疆的的形成，展出新疆境内出现的陨石等展品，并有火山等模型展示。“演化兴疆”展厅展出的是古生代、中生代、新生代在新疆境内的生命资源，展品包括化石、硅化木等。其中有恐龙互动展区。“印记厚疆”展厅讲述的是新疆地质演变，三山（阿尔泰山、天山山脉、昆仑山）夹两盆（准噶尔盆地、塔里木盆地）的形成。“造物富疆”展示有新疆蕴含的能源矿产、金属矿产、非金属矿产等矿产资源，有包括狗头金等展品。“璀璨宝石”专题展厅展出有新疆宝石、玉石。“地质之魂”专题展厅展出的是地质工作者在新疆探矿的成果、往事。
馆藏矿物标本、岩石标本、生物化石标本超过1.2万件。其中包括新疆铁陨石、苏氏巧龙化石、自然铜矿石、“新疆水晶王”等被视为“镇馆之宝”。

### 新疆铁陨石

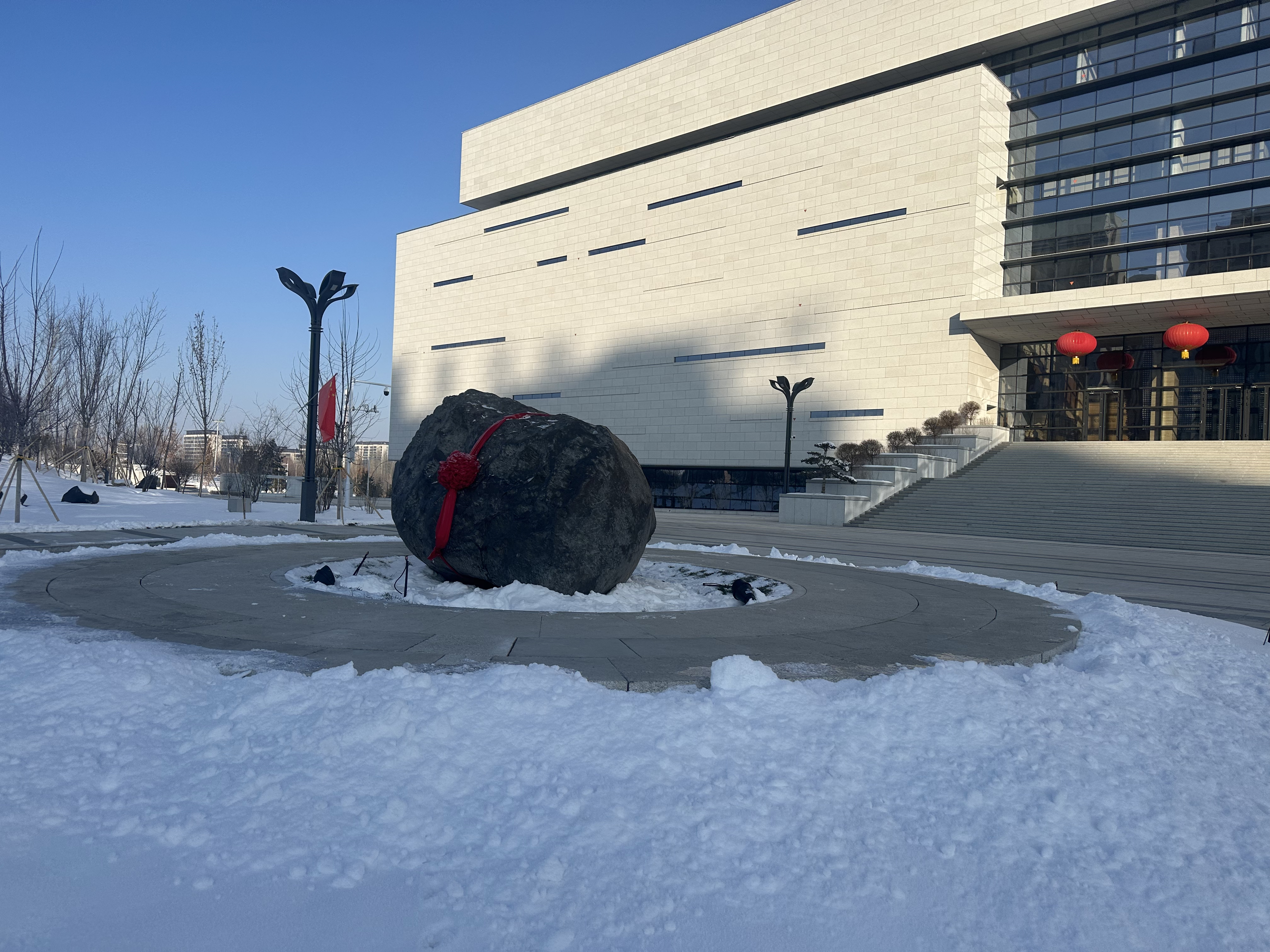
新疆地质矿产博物馆展示的新疆铁陨石

新疆铁陨石（国际命名：Armanty），俗称银骆驼，是阿勒泰陨石雨带来的一块特大铁陨石，重约28吨（搬迁重测时重达33吨），可见长近2.6米，宽近1.9米，高超过1.7米，体积3.5立方米，是世界排名前五的大铁陨石。新疆铁陨石属中粒八面体铁陨石，具有维氏台登结构，化学类型为IIIE群，主要含88.7%铁，9.3%镍，也含少量钴、铬，微量磷、硅、硫、铜等元素以及6种地球鲜有的矿物：锥纹石、镍纹石、变镍纹石、合纹石、陨硫铁矿、磷铁镍矿。
新疆铁陨石于1898年被发现，1917年开始出现文字记载。新疆铁陨石陨石坑地处阿勒泰地区青河县萨尔托海镇的一处河滩冲积扇的大坑（克什肯陨石坑）中，因铁陨石如同横卧在坑中的银牛，当地有“银牛沟”之名。1965年，为庆祝新疆维吾尔自治区成立10周年，新疆维吾尔自治区人民政府决定将其运回乌鲁木齐市展示。十月拖拉机厂制造了一台50吨的平板装载车专为运输新疆铁陨石，地质工作人员及中国人民解放军战士数十人，历经3个月将其送至乌鲁木齐市。2004年，该铁陨石由新疆地质矿产博物馆收藏。

### 巧龙化石
新疆地质矿产博物馆展出的苏氏巧龙化石标本是新疆第一具完成装架的恐龙化石标本。此苏氏巧龙化石标本长大概4.7米，可能是一只幼体恐龙。其体型小巧，脖子短小，牙齿呈勺状。在其脊椎化石上有发掘时的化石坑的编号83003。此具化石是1983年，由董枝明带领的中国科学院古脊椎动物与古人类研究所在昌吉回族自治州奇台县恐龙沟发掘而来。83003号化石坑共出土17具恐龙个体，且均不完整。在苏有伶等人的努力下，复原装架出两副苏氏巧龙骨架。1990年，董枝明将该物种的研究发表，并以“苏氏”为其命名以纪念当时已去世的苏有伶。为协助发展新疆科普教育事业，董枝明后将复原后的一副骨架赠予新疆地质局陈列馆。

### 自然铜矿石与“新疆水晶王”
新疆地质矿产博物馆展出有一超过100千克的自然铜矿石，含铜量99.84%。此自然铜矿石于1975年修建南疆铁路时，在巴音郭楞蒙古自治州和静县发现。“新疆水晶王”是新疆境内已发现保存最完整、体积最大的一块水晶单晶体，高约1.7米，重超过700千克。该水晶通体白中发灰，部分成深灰色、部分半透明。“新疆水晶王”于克孜勒苏柯尔克孜自治州阿克陶县发现。

## 图片
| - 疆地质矿产博物馆展示的“九龙壁””，实际上是9只短吻副肯氏兽的化石复制品 - 新疆地质博物馆展厅一角，可以看到100千克的自然铜矿石 - 新疆地质矿产博物馆展出的陨石 - 新疆地质矿产博物馆展出的铁陨石 - 新疆地质矿产博物馆展出的中加马门溪龙、苏氏巧龙等恐龙化石 - 新疆地质博物馆展出的部分化石展品 - 新疆地质博物馆展出有多种矿物，这是不同的铬铁矿及制品（重铬酸酐、重铬酸钾、重铬酸钠） - 新疆地质矿产博物馆展出的孔雀石、蓝铜矿等展品 - 新疆地质矿产博物馆展出的狗头金 - 新疆地质矿产博物馆展出的地质工程器械展品 |